# Котов, Владимир Петрович
Владимир Петрович Ко́тов (30 мая 1928, Москва — 21 мая 1975, там же) — советский поэт. Автор слов популярных песен.

## Биография
В 1950 году окончил факультет русского языка и литературы Московского городского педагогического института.
По окончании института работал в газете «Комсомольская правда»; печатался в журналах «Крокодил», «Огонёк», газете «Правда».
Первая книга стихов вышла в 1955 году в издательстве «Молодая гвардия».
В 1958 году принят в Союз писателей СССР.
Автор слов известных песен: «Марш монтажников» («Не кочегары мы, не плотники…») из кинофильма «Высота» (композитор Р. К. Щедрин); «Почему, отчего, и не знаю сам…» из кинофильма «Повесть о первой любви» (композитор А. Я. Эшпай), позже на ту же музыку написал другой текст — «Ах, Одесса моя»; «Всегда со мной» («То ли встречу, то ль не встречу») — песня Марфиньки из спектакля театра Ленинского комсомола «Опасный возраст» по пьесе С. Д. Нариньяни (композитор А. Я. Эшпай).
Песни на его слова исполняли Леонид Утёсов, Марк Бернес, Владимир Трошин, Николай Рыбников, Гелена Великанова, Эдуард Хиль, Майя Кристалинская, Ирина Бржевская, Тамара Миансарова, Ежи Поломский и другие.
Имел репутацию «комсомольского поэта», на его стихи композитором Ю. М. Чичковым написано несколько официально-патриотических песен, как, например, «Запишите меня в комсомол» (1964).
Заведовал отделом поэзии журнала «Молодая гвардия». В литературной дискуссии 1970-х годов занимал патриотическую позицию.
Похоронен в Москве на Новом Донском кладбище (4 уч.). По словам писателя Ивана Дроздова причиной ранней смерти поэта стало злоупотребление алкоголем.

## Публикации
- Летние дни. Поэмы, стихи. — М.: Молодая гвардия, 1955.
- Была у девушки коса. Сатирические и юмористические стихи. — М.: Молодая гвардия, 1959.
- Две улыбки. Сатирические и юмористические стихи. — М.: Советская Россия, 1962.
- Сатира, юмор, лирика. — М.: Советская Россия, 1963.
- Сокольники. Стихи. — М.: Советский писатель, 1964.
- Пульс времени. Стихи. Библиотека журнала «Огонёк» (Том 41). — М.: Правда, 1968.
- Защищайся, любовь! Книга лирики. — М.: Советская Россия, 1969.
- Есть рабочий класс. Стихи. — М.: Профиздат, 1971.
- Верность отцам. — М.: Московский рабочий, 1971.
- Личное счастье. Стихи. — М.: Молодая гвардия, 1972.
- А любовь всего дороже. Стихи, песни. — М.: Советская Россия, 1974.
- Убеждённость. Избранные стихотворения. — М.: Художественная литература, 1976.
- Зелёная ветка. Поэмы. — М.: Современник, 1978.